# Loparita
Loparita-(Ce) é um mineral granular, quebradiço, constituído por óxidos da classe da perovskite.